# Paul Markgraf
Paul Markgraf, född 17 juli 1910 i Berlin, död 7 april 1993 i Berlin, var från 1945 den förste polispresidenten i Berlin under Berlins ockupation efter andra världskriget. Han tillsattes av den sovjetiska ockupationsmakten och blev efter stadens delning Östberlins förste polischef fram till 1949.

## Biografi

### Uppväxt och militär karriär i Tyska riket
Markgrafs föräldrar arbetade inom handelsyrken och han utbildade sig efter folkskolan från 1925 till 1928 till bagare. Den 1 maj 1931 tog han värvning i Reichswehr som yrkessoldat på tolv år som underofficer inom infanteriet. Som underofficer ryckte han in i andra världskriget 1939, befordrades till Hauptfeldwebel och utnämndes därefter 1 oktober 1941 till löjtnant. 1942 befordrades han till överlöjtnant och därefter till kapten. I januari 1943 mottag han som befälhavare över pansarjägaravdelning 40 i 24:e pansardivisionen Riddarkorset av Järnkorset. I slaget vid Stalingrad samma år togs han tillfånga med den 6:e armén och hamnade i sovjetiskt krigsfångläger.

### I Sovjetunionen
Stalingrad blev en vändpunkt i Markgrafs liv, då han som krigsfånge gick över till den sovjetiska sidan. Han skickades av Walter Ulbricht på en fyra månaders kurs på den antifascistiska utbildningen i Gorkij och lärde känna Wilhelm Zaisser som undervisade där och sedermera blev statssäkerhetsminister. Därefter fortsatte han sin utbildning i Krasnogorsk. Han anslöt sig till Nationalkomitee Freies Deutschland (NKFD), var medgrundare av Bund Deutscher Offiziere och undertecknade upproppet till tyska generaler och officierare den 12 september 1943. Han var därefter från 1943 till 1945 NKFD-representant och sattes in i Röda armén.

### Polispresident i Berlin under Berlinblockaden
Den 30 april 1945 var Markgraf passagerare på Ulbricht-gruppens andra plan in till Berlin tillsammans med nio andra tyska tidigare krigsfångar, och utnämndes 20 maj av Berlins sovjetiske kommendant, general Bersarin, till Berlins polispresident. Uppenbarligen hade initiativet till utnämningen kommit från Walter Ulbricht. Markgraf erhöll utan vidare motivering överstes rang och presenterade sig för Berlins befolkning i en artikel i Berliner Zeitung 27 maj 1945, då han använde begreppet "folkpolis" (Volkspolizei) om polismyndigheten. 
Markgraf var till en början partilös men blev senare samma år medlem i Tysklands kommunistiska parti (KPD) och därefter 1946 i Tysklands socialistiska enhetsparti (SED). Den sovjetiska ockupationsmakten hade utsett honom till chef för Berlins polis med polisöverstes rang, samtidigt som han skulle vara befälhavare för skyddspolisen och bar uniform. Efter att Markgraf själv tagit initiativet till en delning av de båda rollerna var han senare endast polispresident och bar inte längre uniform i ämbetet. I samband med invigningen av det sovjetiska segermonumentet i Treptower Park 1948 bar han chefinspektörsuniform, motsvarande generalmajors rang.
Den 26 juli 1948, under Berlinblockaden, suspenderades Markgraf som polispresident av den tillförordnade borgmästaren Ferdinand Friedensburg (CDU), med hänvisning till "återkommande författningsvidriga olagliga åtgärder, underlåtenhet att uppfylla sina lagliga plikter och sin fortsatta vägran att verkställa Berlins magistrats anvisningar". Markgraf hade då i den sovjetiska ockupationssektorn avskedat alla ej kommunistiskt organiserade polisanställda och beordrat polisen att inte ingripa mot SED-anknutna upploppsmän som ockuperat Berlins stadsfullmäktiges möteslokal. Som en direkt följd av detta flyttade stadsfullmäktigeledamöterna från de västliga ockupationssektorerna sin mötesplats till den brittiska ockupationssektorn, vilket inledde Berlins långvariga politiska delning i Öst- respektive Västberlin. När Markgraf vägrade lämna ämbetet och fortsatte i polischefsämbetet i den sovjetiska sektorn med ockupationsmaktens stöd, lät Västberlins magistrat istället Johannes Stumm som ny polispresident bygga upp en ny polisorganisation för Västberlin.
Markgraf hade sitt sista offentliga framträdande som Östberlins polispresident den 12 september 1949, i samband med födelsedagsfirandet av Östberlins överborgmästare, Friedrich Ebert den yngre. Efter denna tidpunkt gjorde han inga offentliga framträdanden som polispresident och representerades i ämbetet av vice polispresidenterna Richard Gyptner och Alfred Schönherr. Vid installationen 2 februari 1950 av den nye polispresidenten, chefsinspektör Waldemar Schmidt, avtackades Markgraf och det meddelades att han flyttades från tjänsten som polischef då han fått ett högre ämbete.

### Senare karriär
Från oktober 1949 till oktober 1950 deltog han i den första regementesbefälhavarutbildningen i Privolsk nära Saratov i Sovjetunionen. I december 1950 övertog han befälet över Volkspolizei-Bereitschaft i Prenzlau, men blev därefter 1951 anställd vid ministeriet för statssäkerhet, Stasi. Därefter följde en tid vid transportministeriets avdelning för biltrafik och transporter, där han ledde avdelningen enligt militär förebild, och var fram till 1956 därefter överste vid Kasinierten Volkspolizei (KVP), därefter vid Nationale Volksarmee (NVA) och kommendör vid gränspolisen. Han avslutade karriären som befälhavare för Statsi-regementet Wachregiment Feliks Dzierzynski.
Med anledning av sin sextioårsdag erhöll han 30 juli 1970 den fosterländska förtjänstorden i guld. Året därpå pensionerades han. Markgraf avled vid 82 års ålder 1993 och begravdes på Zentralfriedhof Friedrichsfelde.